# 嚴文智
嚴文智（1907年7月1日—？），越南政治人物，曾出任越南國國防總長。

## 生平
嚴文智是南定人，生於1907年7月1日。:351
嚴文智畢業於巴黎中央工藝製造學院（今巴黎中央理工學院）。:351
1950年，任計劃總幹事。:351

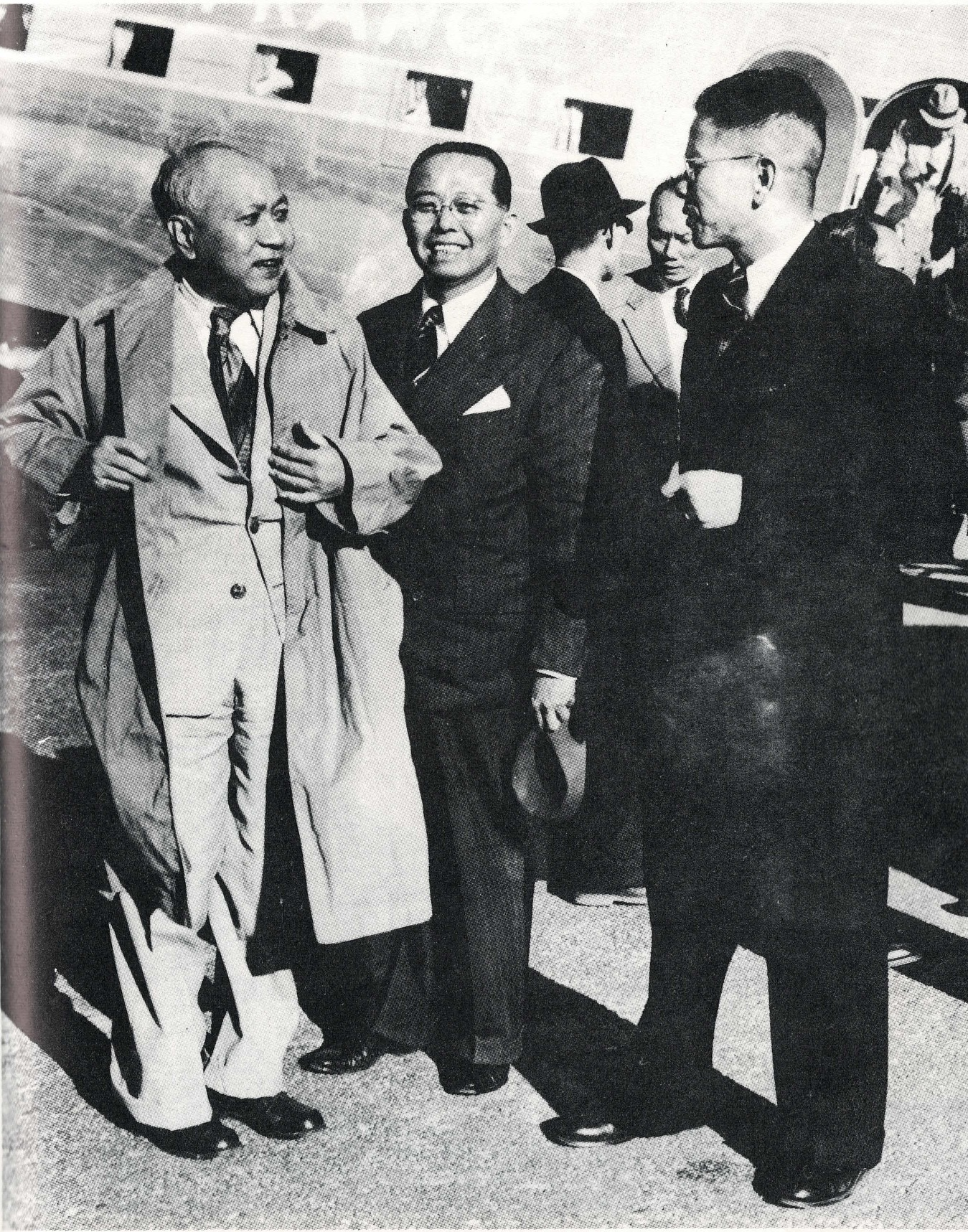
與阮文春交談中的嚴文智（右一），照片攝於約1947年

1952年3月8日，陳文友改組政府，嚴文智被任命爲國防助理。:221:107-1081952年6月6日，阮文心政府成立，嚴文智出任國防總長。:221:1121953年1月，在副總理潘文教和國防總長嚴文智辭職後，阮文心重組內閣，國家元首保大任命黎光輝爲代理國防總長。:221:121
1951年至1957年，任越南航空主席和總經理。:652

## 荣誉
- 二等保國勳章[2]:351
- 法國榮譽軍團勳章騎士勳位[2]:351